# Dmitry Misnikow
Dmitry Misnikow (* 30. Oktober 1978; russisch Дмитрий Мызников, englische Transkription Dmitry Miznikov) ist ein ukrainischer Badmintonspieler. 

## Karriere
Dmitriy Miznikov wurde 2000 erstmals nationaler Meister in der Ukraine. Ein weiterer Titelgewinn folgte 2007. 1999 nahm er an den Badminton-Weltmeisterschaften teil. 1999 siegte er bei den Croatian International, 2001 bei den Lithuanian International und 2003 bei den Bulgarian International.